# تانيا بويد
تانيا بويد (بالإنجليزية: Tanya Boyd)‏ هي ممثلة أمريكية، ولدت في 20 مارس 1951 بديترويت في الولايات المتحدة.

## وصلات خارجية
- تانيا بويد على موقع IMDb (الإنجليزية)
- تانيا بويد على موقع قاعدة بيانات الفيلم (الإنجليزية)